# Комбаровка
Комба́ровка — деревня в Елецком районе Липецкой области. Входит в состав Архангельского сельсовета.

## Население
| 2010 |
| ---- |
| 1    |

## Улицы
В деревне имеется одна улица — Луговая.